# Ampelocissus edulis
Ampelocissus edulis är en vinväxtart som först beskrevs av De Wild., och fick sitt nu gällande namn av Gilg & Brandt. Ampelocissus edulis ingår i släktet Ampelocissus och familjen vinväxter. Inga underarter finns listade i Catalogue of Life.